# Danh sách Thủ tướng Cuba

Kỳ hiệu Thủ tướng Cuba

Thủ tướng Chính phủ Hội đồng Nhà nước Cuba hay Thủ tướng Cuba là một chức vụ trong chính phủ Cuba. Fidel Castro đã nắm lấy chức vụ Thủ tướng vào năm 1959 để thay thế José Miró Cardona. Chức vụ này đã bị bãi bỏ vào ngày 2 tháng 12 năm 1976 sau tái cơ cấu của chính phủ và việc thi hành Hiến pháp mới của Cuba. Castro trở thành Chủ tịch Hội đồng Nhà nước (Chủ tịch Cuba) và Chủ tịch Hội đồng Bộ trưởng do Quốc hội bầu. Thủ tướng Chính phủ Cuba cũng được gọi là Thủ tướng.
Vai trò của Chủ tịch Hội đồng Bộ trưởng đôi khi vẫn được gọi là "Thủ tướng". Vai trò của Thủ tướng Chính phủ lần đầu tiên được phân công vào năm 1940 theo quy định của Hiến pháp sửa đổi của Cuba. Thủ tướng đầu tiên của Cuba là Carlos Saladrigas Zayas (1900-1957), cháu trai cựu Tổng thống Alfredo Zayas. Từ năm 1940 đến 1959 Cuba đã chứng kiến mười lăm lần thay đổi chức vụ này, Félix Lancís Sánchez là Thủ tướng hai lần (1944-1945 và 1950-1951) trong khi Fulgencio Batista đã nắm giữ vai trò đồng thời cùng với chức danh Tổng thống Cuba trong một tháng (tháng 4 năm 1952) sau một cuộc đảo chính quân sự.
Dưới đây là danh sách Thủ tướng Cuba từ năm 1940 cho đến nay.
| #                                              | Hình                                      | Tên (Sinh–Mất)                                    | Đảng                                                                                              | Nhiệm kỳ                                                                    |
| ---------------------------------------------- | ----------------------------------------- | ------------------------------------------------- | ------------------------------------------------------------------------------------------------- | --------------------------------------------------------------------------- |
| Thủ tướng nước Cộng hòa Cuba                   |                                           |                                                   |                                                                                                   |                                                                             |
| 1                                              |                                           | Carlos Saladrigas Zayas (1900–1956)               | Liên minh Xã hội chủ nghĩa Dân chủ (CSD)                                                          | 10 tháng 10 năm 1940 – 16 tháng 8 năm 1942                                  |
| 2                                              |                                           | Ramón Zaydín (1895–1968)                          | Liên minh Xã hội chủ nghĩa Dân chủ (CSD)                                                          | 16 tháng 8 năm 1942 – 16 tháng 3 năm 1944                                   |
| 3                                              |                                           | Anselmo Alliegro y Milá (1899–1961)               | Liên minh Xã hội chủ nghĩa Dân chủ (CSD)                                                          | 16 tháng 3 – 10 tháng 10 năm 1944                                           |
| 4                                              |                                           | Félix Lancís Sánchez (1900–1976)                  | Đảng Cách mạng Cuba (Thật)                                                                        | 10 tháng 10 năm 1944 – 13 tháng 10 năm 1945                                 |
| 5                                              |                                           | Carlos Prío Socarrás (1903–1977)                  | Đảng Cách mạng Cuba (Thật)                                                                        | 13 tháng 10 năm 1945 – 1 tháng 5 năm 1947                                   |
| 6                                              |                                           | Raúl López del Castillo (1893–1963)               | Đảng Cách mạng Cuba (Thật)                                                                        | 1 tháng 5 năm 1947 – 10 tháng 10 năm 1948                                   |
| 7                                              |                                           | Manuel Antonio de Varona (1908–1992)              | Đảng Cách mạng Cuba (Thật)                                                                        | 10 tháng 10 năm 1948 – 6 tháng 10 năm 1950                                  |
| 8                                              |                                           | Félix Lancís Sánchez (1900–1976)                  | Đảng Cách mạng Cuba (Thật)                                                                        | 6 tháng 10 năm 1950 – 1 tháng 10 năm 1951                                   |
| 9                                              |                                           | Óscar Gans (1903–1965)                            | Đảng Hành động Thống nhất                                                                         | 1 tháng 10 năm 1951 – 10 tháng 3 năm 1952                                   |
| 10                                             |                                           | Fulgencio Batista (1901–1973)                     | Quân đội                                                                                          | 10 tháng 3 – 4 tháng 4 năm 1952                                             |
| Khuyết                                         | Khuyết                                    | Khuyết                                            | Khuyết                                                                                            | 4 tháng 4 năm 1952 – 14 tháng 8 năm 1954                                    |
|                                                |                                           | Andrés Domingo y Morales del Castillo (1892–1979) | Độc lập                                                                                           | 14 tháng 8 năm 1954 – 24 tháng 2 năm 1955 Quyền Thủ tướng                   |
| 11                                             |                                           | Jorge García Montes (1896–1982)                   | Đảng Hành động Cấp tiến                                                                           | 24 tháng 2 năm 1955 – 26 tháng 3 năm 1957                                   |
| 12                                             |                                           | Andrés Rivero Agüero (1905–1996)                  | Đảng Hành động Cấp tiến                                                                           | 26 tháng 3 năm 1957 – 6 tháng 3 năm 1958                                    |
| 13                                             |                                           | Emilio Núñez Portuondo (1898–1978)                | Đảng Hành động Cấp tiến                                                                           | 6 – 12 tháng 3 năm 1958                                                     |
| 14                                             |                                           | Gonzalo Güell (1895–1985)                         | Đảng Hành động Cấp tiến                                                                           | 12 tháng 3 năm 1958 – 1 tháng 1 năm 1959                                    |
| 15                                             |                                           | José Miró Cardona (1902–1974)                     | Độc lập                                                                                           | 5 tháng 1 – 13 tháng 2 năm 1959                                             |
| 16                                             |                                           | Fidel Castro (1926–2016)                          | Các Tổ chức Cách mạng Hợp nhất Đảng Thống nhất Cách mạng Xã hội chủ nghĩa Cuba Đảng Cộng sản Cuba | 16 tháng 2 năm 1959 – 2 tháng 12 năm 1976                                   |
| Chủ tịch Hội đồng Bộ trưởng nước Cộng hòa Cuba |                                           |                                                   |                                                                                                   |                                                                             |
| 1                                              |                                           | Fidel Castro (1926–2016)                          | Đảng Cộng sản Cuba                                                                                | 3 tháng 12 năm 1976 – 24 tháng 2 năm 2008                                   |
| 2                                              |                                           | Raúl Castro (1931–)                               | Đảng Cộng sản Cuba                                                                                | 31 tháng 7 năm 2006 – 24 tháng 2 năm 2008 Quyền Chủ tịch Hội đồng Bộ trưởng |
| 2                                              | 24 tháng 2 năm 2008 – 19 tháng 4 năm 2018 | Raúl Castro (1931–)                               | Đảng Cộng sản Cuba                                                                                |                                                                             |
| 3                                              |                                           | Miguel Díaz-Canel Bermúdez (1960–)                | Đảng Cộng sản Cuba                                                                                | 19 tháng 4 năm 2018 – 20 tháng 12 năm 2019                                  |
| Thủ tướng nước Cộng hòa Cuba                   |                                           |                                                   |                                                                                                   |                                                                             |
| 17                                             | không khung                               | Manuel Marrero Cruz (1963–)                       | Đảng Cộng sản Cuba                                                                                | 21 tháng 12 năm 2019 – đương nhiệm                                          |